# Championnats du monde de vol à ski 1977
Navigation
Kulm 1975 Planica 1979
La 4e édition des championnats du monde de vol à ski s'est déroulée le 1er janvier 1977 à Vikersund en Norvège.

## Résultats

### Individuel
| Médaille | Concurrent     | Points |
| Or       | Walter Steiner | 564,5  |
| Argent   | Anton Innauer  | 547    |
| Bronze   | Henry Glaß     | 541,5  |